# 朱誼𣴖
崇信王朱誼𣴖（？—1650年）是明朝秦王朱敬鎔之庶子。他在萬曆十三年（1585年）封奉國中尉，萬曆二十三年（1595年）加封崇信王。
永历四年（1650年）正月，朱谊𣴖与滋阳王朱弘懋、阳信王朱弘楅、永丰王朱由桐、铜陵王朱由榳、德化王朱常汶、仁化王朱慈㶧等十三郡王将要出海，已经叛变投降清朝的惠潮道臣李士琏、惠州总兵奉化伯黄应杰假装迎接他们入惠州，与知府林宗京抓住他们的护卫三百人并杀死，再杀害朱谊𣴖等。诸王宫眷同时死难的三百余人。崇信国灭亡。